# Sint-Vincentiuscollege (Buggenhout)
Het Sint-Vincentiuscollege Buggenhout, ook wel afgekort als SIVIBU, is een katholieke middelbare school in de Oost-Vlaamse gemeente Buggenhout.

## Ligging
De school is gelegen op twee adressen: Kloosterstraat 15 en Collegestraat 5. In de Kloosterstraat krijgen de eerste en tweede graad les, in de Collegestraat de derde graad. 

## Geschiedenis
Oorspronkelijk was de school bij de oprichting in 1854 er een waar de Zusters van de Heilige Vincentius a Paulo van Deinze aan weesmeisjes het beroep van kantwerkster aanleerden. De school dankt haar naam aan de kloosterorde van de zusters, die de school inrichtten. De naam van de orde verwijst op zijn beurt naar Vincentius a Paulo. 
De school maakt deel uit van het grotere complex van het klooster, de kapel en de school van de Zusters van de Heilige Vincentius a Paulo en het Sint-Vincentiuscollege. De kapel werd hierbij in 2002 bij ministerieel besluit beschermd als monument van onroerend erfgoed.

## Onderwijsaanbod
Het onderwijsaanbod bestaat uit een brede eerste graad a-stroom (met een optie voor Latijn), en in de tweede en derde graad zijn er aso- en tso-richtingen.